# Мухина, Надежда Николаевна
Надежда Николаевна Мухина (род. 7 декабря 1977 года, Ярославль, РСФСР, СССР) — российский художник-керамист, искусствовед, академик Российской академии художеств (2011). Дочь советского и российского художника Н. А. Мухина (род. 1955).

## Биография
Родилась 7 декабря 1977 года в Ярославле.
В 2000 году — с отличием окончила Санкт-Петербургский государственный академический институт живописи, скульптуры и архитектуры им. И. Е. Репина (факультет теории и истории искусств).
С 2002 года — член Союза художников России.
В 2005 году — защитила кандидатскую диссертацию, тема: «Религиозная живопись ярославских художников рубежа XX—XXI веков: вопросы формирования региональной школы».
С 2008 года — член Московского союза художников.
В 2011 году — избрана академиком Российской академии художеств от Отделения искусствознания.
Учёный секретарь Научно-организационного управления по координации программ фундаментальных научных исследований и инновационных проектов РАХ.

## Научная и творческая деятельность
Научные труды:
- монографии: «Новая реальность. Современное храмовое искусство Ярославля» (2005 г.), «Una Nuova Realta» (Италия, 2007 г.)
- автор вступительных статей к альбомам: «Иконописная мастерская Ковчег» (1999, 2004 гг.); «София» (2005 г.); «Николай Мухин» (1999 г.); «Аполог» (2008 г.)

Автор ряда статей в научных сборниках, альбомах:
- Библейские сюжеты в творчестве Зураба Церетели // В сб.: Стиль мастера. (М., 2009 г.)
- Русское возрождение. Современное храмовое искусство // В сб.: Сохранение и возрождение духовного и культурного наследия России. 1000-летию Ярославля посвящается. (М., 2010 г.);
- Творческие лаборатории: новые техники и технологии в современном религиозном искусстве // В сб.: Искусство и наука в современном мире. Материалы Второй международной конференции, РАХ, РАН. (СПб., 2011 г.);
- Традиции византийского орнамента в современном монументальном храмовом искусстве // В сб.: Григорий Гагарин. Художник и общественный деятель. По материалам конференции. (СПб., 2011 г.);
- Новая Византия: Некоторые аспекты современного храмового искусства // В сб.: Византия и Древняя Русь. Культурное наследие и современность. Материалы научной конференции. (СПб., 2013 г.);
- Искусство и религия в пространстве современной культуры. Новый взгляд на современное религиозное искусство (по материалам выставочного проекта Российской академии художеств, 2013) // В сб.: Научные труды. Вып. 28. Проблемы развития отечественного искусства. (СПб., 2014 г.);
- Образы ярославских новомучеников в иконах и росписях // В сб.: В поисках образа. Восстановление, воссоздание, развитие. (СПб., 2015 г.)

Автор серий работ «Чудесный город» (шамот, фаянс, ангобы, соли, глазури, 2005—2014 гг.), «Идеальное пространство» (пласты, шамот, фаянс, соли, ангобы, глазури. 2010—2016 гг.)
В составе научно-организационного управления Российской академии художеств принимала участие в подготовке и проведении научно-творческих форумов в рамках программы фундаментальных исследований Президиума РАХ: «Искусство и наука в современном мире» (2009, 2011 гг.), «Сохранение и возрождение духовного и культурного наследия России. 1000-летию Ярославля посвящается» (2010 г.), «Инновации в изобразительном искусстве» (2010, 2012 гг.), «Гуманистические основы и социальные функции искусства» (2011 г.)
Участник ежегодных региональных и международных выставок, семинаров и пленэров в России и за рубежом.